# Trofeu Montesa
El Trofeu Montesa (en castellà i oficialment, Trofeo Montesa) fou una fórmula promocional de competició organitzada per Montesa entre 1976 i 1981. Ideada per a promocionar el motocròs entre els joves, la participació estava reservada a pilots de 16 anys en endavant que hi correguessin amb una Cappra de l'any en curs. A totes les edicions calia que la motocicleta fos de 125 cc, tret de la darrera (1981), en què havia de ser de 250 cc.

## Història

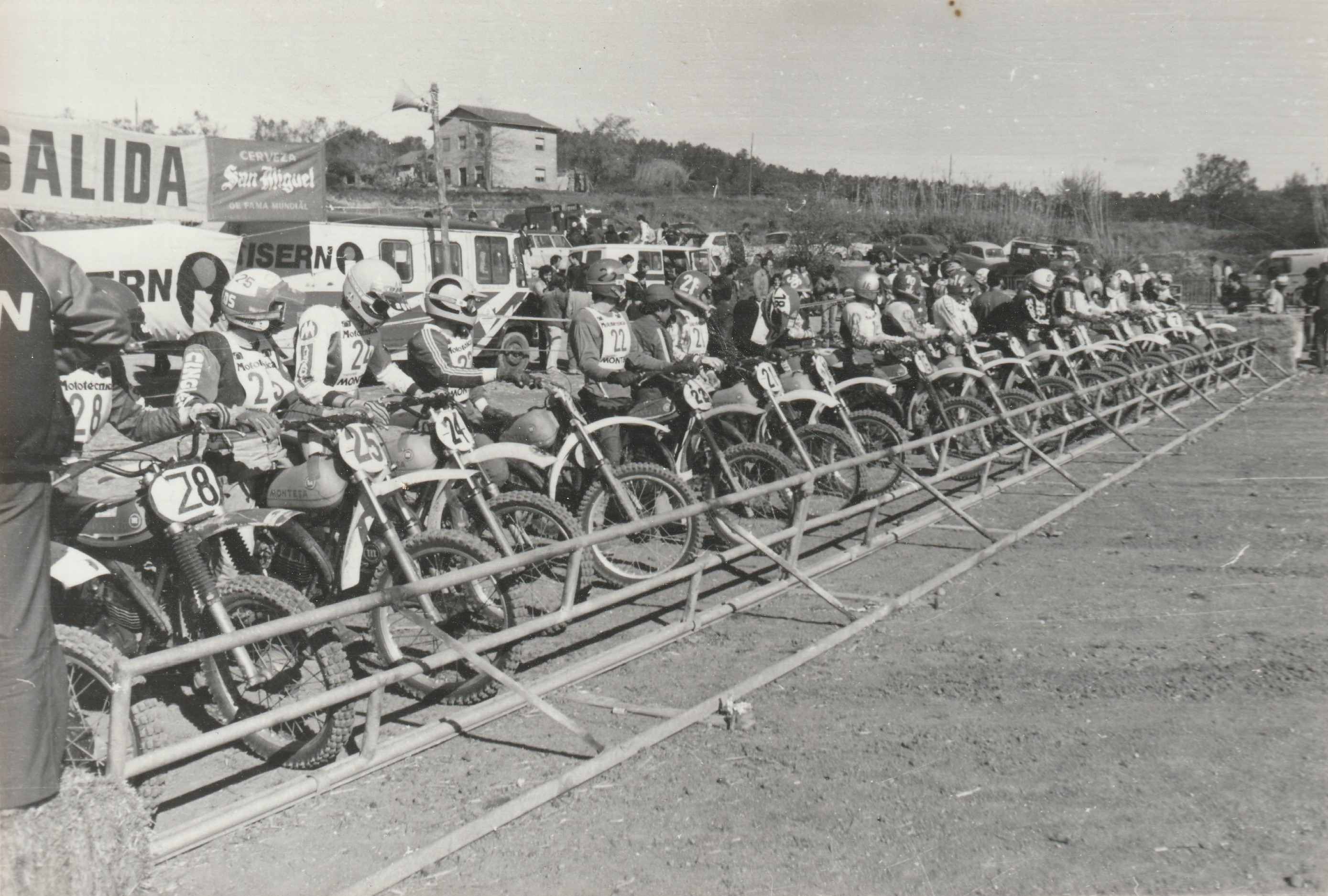
Graella de sortida al circuit de Gallecs durant l'edició de 1979

Creada per Xavier Permanyer, director esportiu de l'empresa, la fórmula fou un èxit des d'un bon començament i va servir per a descobrir noves figures d'aquest esport, ja que molts dels debutants varen destacar anys després en competicions de motocròs i, fins i tot, d'enduro i raids (aquest fou el cas, entre d'altres, de Jordi Monjonell, Toni Arcarons, Ramon Ramon, Juan José Barragán, Jordi Arcarons o Agustí Vall). Un cop acabat el Trofeu, Montesa seleccionava tres pilots d'entre els deu primers classificats i els promocionava durant el Copa RFME Júnior 125cc de l'any corresponent.
Per a poder participar al Trofeu calia tenir llicència federativa Júnior de, com a màxim, tres anys d'antiguitat. Els participants gaudien d'inscripcions de franc, ajuda tècnica al circuit, venda de recanvis a baix preu i 25.000 pts (uns 150 euros) en concepte de descompte en la compra de la Cappra (sempre que el model fos comprat durant l'any en què es corria el Trofeu) als 15 primers classificats de cada prova. A més a més, a cada cursa s'atorgaven 50.000 pts (300 euros) en premis en metàl·lic, distribuïdes entre les dues mànegues. El guanyador absolut del Trofeu rebia com a premi addicional una Montesa Cappra 125 del darrer model. El pressupost inicial per a la primera edició, 1976, ultrapassava el milió i mig de pessetes (9.000 euros).
La bona acollida del Trofeu Montesa va fer que Permanyer en creés un altre de similar però encarat a la velocitat, la Copa Crono, per a promocionar el model de carretera Crono. Montesa va llançar aquesta nova fórmula el 1979 i la competició va donar a conèixer entre d'altres a Carles Cardús. Per la seva banda, el Trofeu Montesa es va celebrar anualment amb força ressò mediàtic fins que la crisi del tombant de la dècada de 1980 va provocar que Montesa acabés abandonant el projecte.
D'altra banda, cal dir que el 2014, Montesa Honda (l'empresa successora de Montesa) tornà a instaurar una fórmula promocional anomenada igual, Trofeu Montesa, però aquest cop dedicada al trial per tal de promocionar el seu model d'aquesta modalitat, la Cota 4RT.

## Llista de guanyadors
| Edició | Any  | Model            | Guanyador      |
| ------ | ---- | ---------------- | -------------- |
| I      | 1976 | Cappra VA 125 cc | Ramon Ramon    |
| II     | 1977 | Cappra VB 125 cc | Simeón Martín  |
| III    | 1978 | Cappra VB 125 cc | Oriol Pons     |
| IV     | 1979 | Cappra VE 125 cc | Joan Clop      |
| V      | 1980 | Cappra VF 125 cc | Joaquim Esteve |
| VI     | 1981 | Cappra VF 250 cc | Agustí Vall    |

1. ↑  Versió del model Cappra corresponent a l'any en curs, amb la qual havien de córrer els participants

## I Trofeu Montesa - 1976

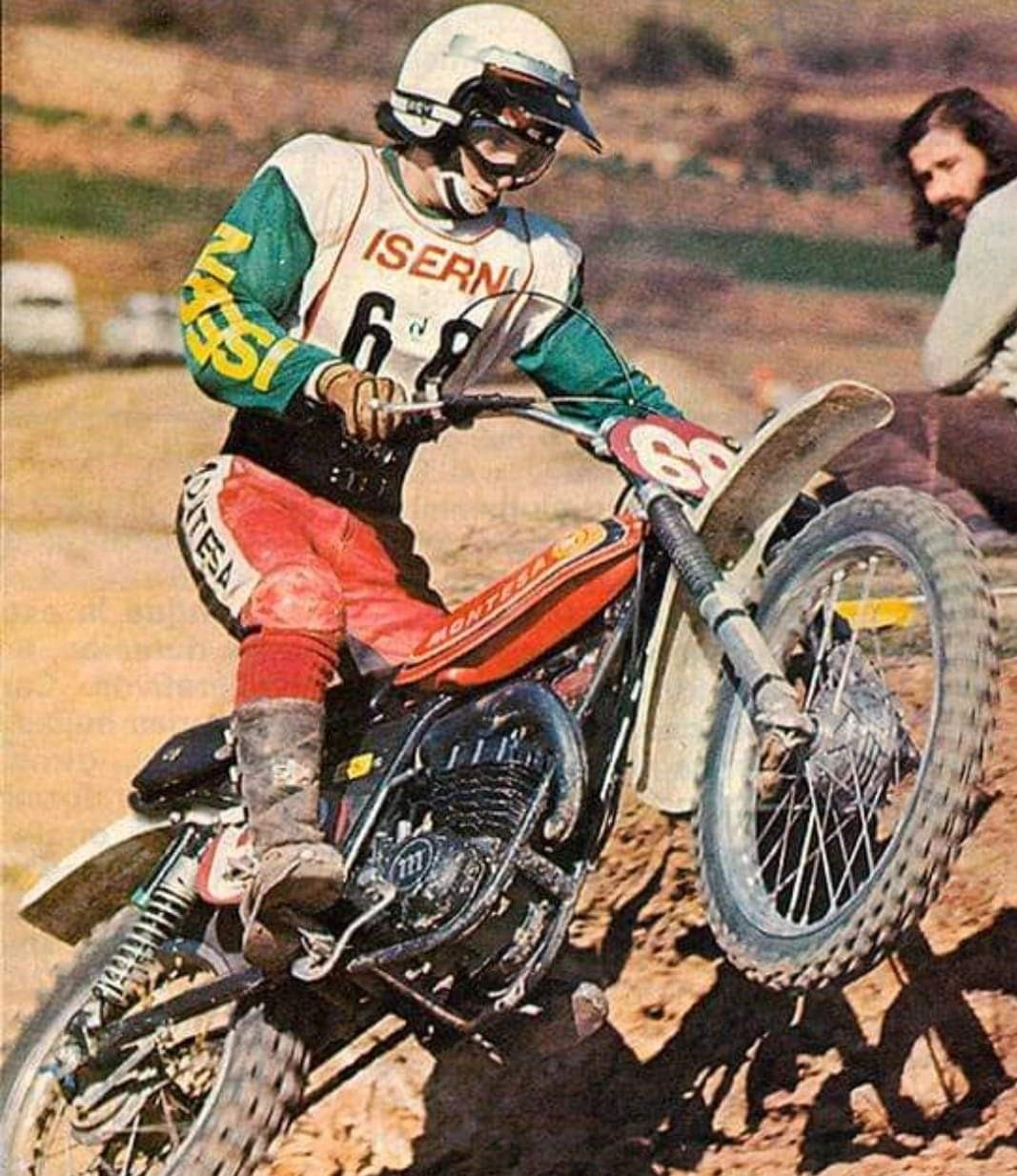
Ramon Ramon amb la Cappra VA 125 a Gallecs, el 14/3/1976

El primer Trofeu Montesa constava de quatre proves puntuables:
| Prova | Data       | Circuit    | Lloc                                     | Organitzador | Guanyador        |
| ----- | ---------- | ---------- | ---------------------------------------- | ------------ | ---------------- |
| 1     | 14 de març | Gallecs    | Mollet del Vallès (Vallès Oriental)      | Isern        | Ramon Ramon      |
| 2     | 19 de març | Les Planes | Les Planes d'Hostoles (Garrotxa)         | Auradell     | Joan Planella    |
| 3     | 28 de març | Prats      | Prats de Lluçanès (Osona)                | Cruells      | Francisco Pareja |
| 4     | 4 d'abril  | Vallès     | Mancomunitat Sabadell-Terrassa (V. Occ.) | PM 10xH      | Àlex Nadal       |

1. ↑  Coincidint amb el GP d'Espanya de 250cc

A la primera prova puntuable (al circuit de Gallecs), s'hi varen presentar més de 200 pilots, cosa que va obligar a començar les tandes classificatòries el dissabte. Aquest fet es repetí sovint al llarg del Trofeu: s'hi apuntaven tants corredors, que abans de les competicions s'havien de fer moltes mànegues classificatòries i repesques per a determinar quins pilots podien accedir a la final, disputada el diumenge.

### Classificació final
| Posició | Pilot            | Punts |
| ------- | ---------------- | ----- |
| 1       | Ramon Ramon      | 72    |
| 2       | Francisco Pareja | 51    |
| 3       | Joan Canamasas   | 51    |
| 4       | Joan Planella    | 43    |
| 5       | Àlex Nadal       | 38    |

El vencedor absolut de l'edició de 1976 fou l'eivissenc Ramon Ramon, fitxat com a pilot oficial per Montesa arran del seu èxit.

## II Trofeu Montesa - 1977

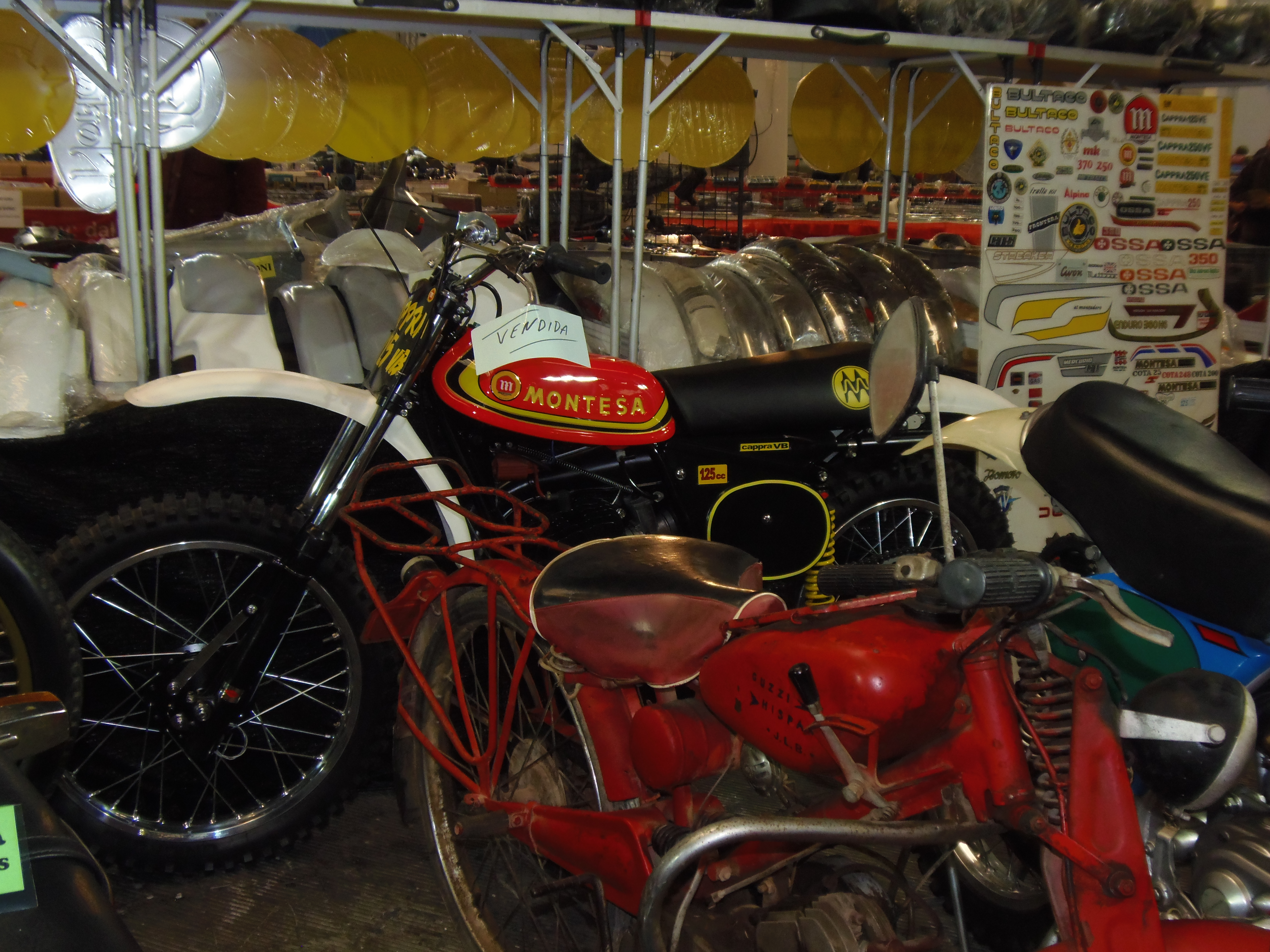
Cappra VB 125, el model emprat a l'edició de 1977

La segona edició del Trofeu Montesa constava de set proves.
| Prova | Data         | Circuit        | Lloc                                     | Guanyador          |
| ----- | ------------ | -------------- | ---------------------------------------- | ------------------ |
| 1     | 6 de febrer  | Les Franqueses | Granollers (Vallès Oriental)             | Antoni Riera       |
| 2     | 13 de febrer | Les Forques    | Constantí (Tarragonès)                   | Fèlix Millet       |
| 3     | 20 de febrer | Les Planes     | Les Planes d'Hostoles (Garrotxa)         | Antoni Riera       |
| 4     | 27 de febrer | San Miguel     | Pozuelo de Alarcón (Madrid)              | Juan José Barragán |
| 5     | 6 de març    | La Melva       | Elda (Vinalopó Mitjà)                    | Juan A. Segovia    |
| 6     | 13 de març   | Gallecs        | Mollet del Vallès (Vallès Oriental)      | Juan José Barragán |
| 7     | 3 d'abril    | Vallès         | Mancomunitat Sabadell-Terrassa (V. Occ.) | Ramon Vila         |

1. ↑  Coincidint amb el GP d'Espanya de 250cc

### Final
Un cop acabada la competició, es va celebrar una mena de "finalíssima" que enfrontava als millors participants del Trofeu celebrat a l'estat espanyol contra els francesos (ja que a França s'hi celebrà també un Trofeu Montesa aquell any). La prova es disputà a Cognac (França), coincidint amb el Motocròs de les Nacions de 1977 (el 4 de setembre), i el guanyador fou el francès Robin, després de quedar quart i tercer a les dues mànegues, que foren guanyades respectivament pel català Oriol Pons i l'espanyol Simeón Martín (vencedor absolut del Trofeu Montesa de 1977).

## III Trofeu Montesa - 1978
La tercera edició del Trofeu Montesa, programada a nou proves puntuables, es va anomenar "Memorial Antoni Riera" en homenatge al pilot eivissenc mort durant l'edició anterior, mentre encapçalava la classificació general. Riera es va morir després de patir un accident durant els entrenaments de la penúltima prova, a Gallecs, l'11 de març de 1977.
| Prova | Data         | Circuit        | Lloc                                     | Guanyador        |
| ----- | ------------ | -------------- | ---------------------------------------- | ---------------- |
| 1     | 5 de febrer  | Costa Roja     | Sant Julià de Ramis (Gironès)            | Enrique Torrente |
| 2     | 12 de febrer | Les Franqueses | Granollers (Vallès Oriental)             | Oriol Pons       |
| 3     | 19 de febrer | El Castro      | Torrelavega (Santander)                  | Oriol Pons       |
| 4     | 26 de febrer | Cap Martinet   | Eivissa                                  | Oriol Pons       |
| 5     | 5 de març    | Prats          | Prats de Lluçanès                        | Francesc Suñer   |
| 6     | 12 de març   | Gallecs        | Mollet del Vallès (Vallès Oriental)      | Oriol Pons       |
| 7     | 19 de març   | Los Majuelos   | Pozuelo de Alarcón (Madrid)              | Oriol Pons       |
| 8     | 2 d'abril    | Les Forques    | Constantí (Tarragonès)                   | Oriol Pons       |
| 9     | 9 d'abril    | Vallès         | Mancomunitat Sabadell-Terrassa (V. Occ.) | Oriol Pons       |

1. ↑  Coincidint amb el GP d'Espanya de 250cc

### Classificació final
| Posició | Pilot            | Punts |
| ------- | ---------------- | ----- |
| 1       | Oriol Pons       | 219   |
| 2       | Francesc Suñer   | 154   |
| 3       | Xavier Pastoret  | 105   |
| 4       | José María Prim  | 96    |
| 5       | Juli Vallmitjana | 68    |
| 6       | Florencio Elices | 67    |
| 7       | Enrique Torrente | 49    |
| 8       | Vidal Villacorta | 49    |
| –       | Xavier Atienzar  | 41    |
| 9       | David Cuevas     | 41    |

1. ↑  Xavier Atienzar va competir-hi fora de concurs en tenir encara 15 anys i no disposar, per tant, de llicència federativa en categoria Junior, per a la qual calia tenir-ne 16.

El vencedor absolut de l'edició de 1978 fou el català Oriol Pons.

## IV Trofeu Montesa - 1979

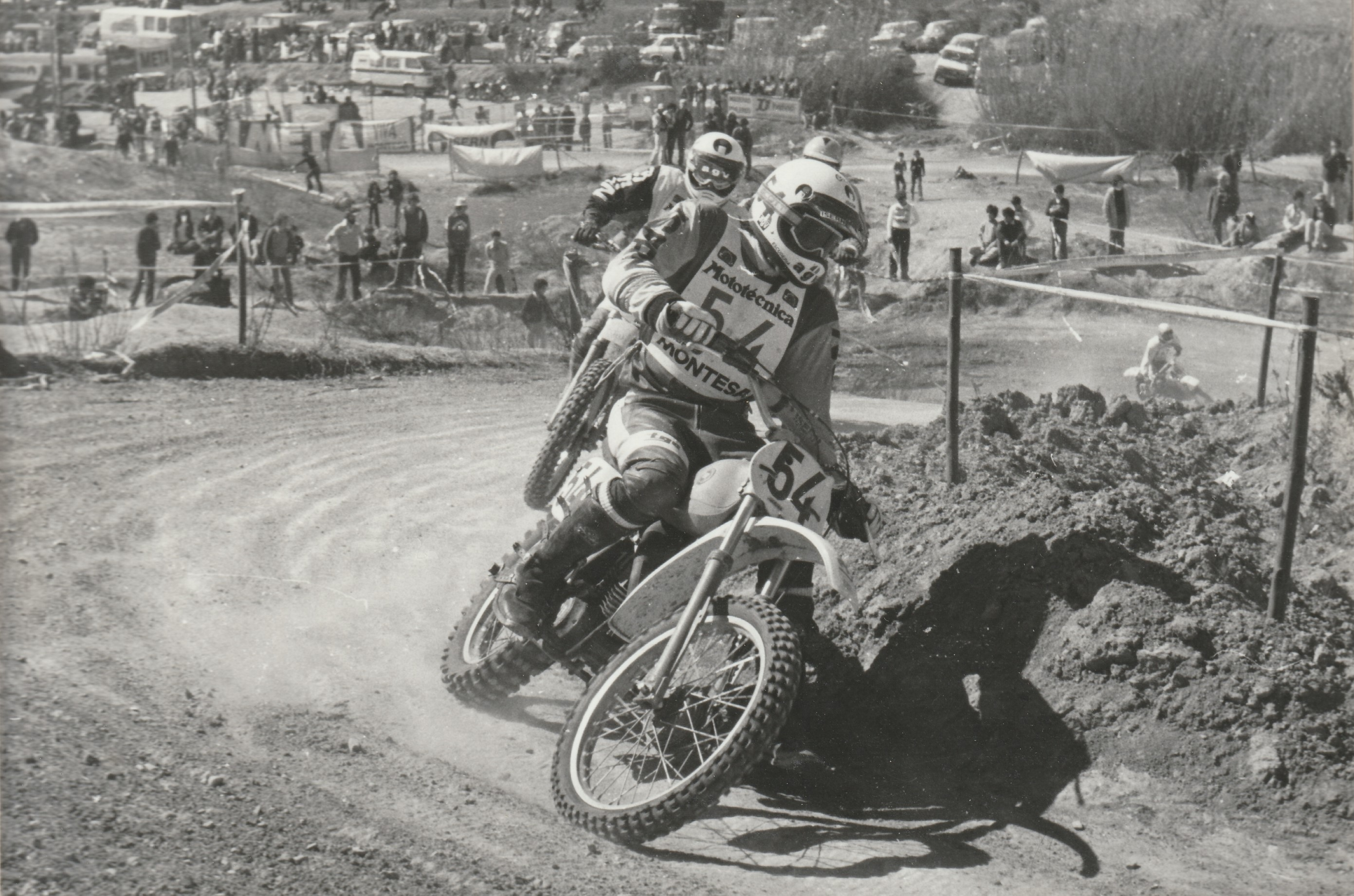
Enric Guillamat i Joaquim Suñol durant la cursa a Gallecs (18 de març)

Per tal de facilitar la participació dels pilots no catalans, de cara a la quarta edició del Trofeu Montesa es varen establir dos grups de participants: l'A, amb proves a circuits espanyols, i el B (el que comptava amb més inscrits), amb proves a Catalunya. En total hi hagué quatre proves per a cada grup (A i B), i dues proves finals.
- Grup A:

| Prova | Data         | Circuit     | Lloc                        | Guanyador        |
| ----- | ------------ | ----------- | --------------------------- | ---------------- |
| 1     | 4 de febrer  | Majadahonda | Pozuelo de Alarcón (Madrid) | Carlos Rodríguez |
| 2     | 18 de febrer | El Castro   | Torrelavega (Santander)     | Jesús Barragán   |
| 3     | 4 de març    | Paracuellos | Barajas (Madrid)            | Luis Rodríguez   |
| 4     | 18 de març   | Arganda     | Arganda del Rey (Madrid)    | Jesús Barragán   |

- Grup B:

| Prova | Data         | Circuit        | Lloc                                | Guanyador       |
| ----- | ------------ | -------------- | ----------------------------------- | --------------- |
| 1     | 11 de febrer | Les Franqueses | Granollers (Vallès Oriental)        | Miquel Montfort |
| 2     | 25 de febrer | Costa Roja     | Sant Julià de Ramis (Gironès)       | Xavier Atienzar |
| 3     | 11 de març   | Les Forques    | Constantí (Tarragonès)              | Joan Clop       |
| 4     | 18 de març   | Gallecs        | Mollet del Vallès (Vallès Oriental) | Miquel Montfort |

### Finals
| Final | Data      | Circuit         | Lloc                                     | Guanyador |
| ----- | --------- | --------------- | ---------------------------------------- | --------- |
| 1     | 1 d'abril | Ciutat Diagonal | Esplugues de Llobregat (Baix Llobregat)  | Joan Clop |
| 2     | 8 d'abril | Vallès          | Mancomunitat Sabadell-Terrassa (V. Occ.) | Joan Clop |

1. ↑  Coincidint amb la prova puntuable per al Campionat d'Espanya, el Motocròs d'Esplugues
2. ↑  Coincidint amb el GP d'Espanya de 250cc

El vencedor absolut de l'edició de 1979 fou el català Joan Clop.

## V Trofeu Montesa - 1980
A la cinquena edició del Trofeu Montesa, els grups es varen redefinir: l'A fou assignat als circuits catalans i el B als espanyols. En total hi hagué quatre proves per a cada grup (A i B), i dues proves finals.
- Grup A:

| Prova | Data         | Circuit        | Lloc                                | Guanyador          |
| ----- | ------------ | -------------- | ----------------------------------- | ------------------ |
| 1     | 10 de febrer | Les Forques    | Constantí (Tarragonès)              | Agustí Vall        |
| 2     | 24 de febrer | Gallecs        | Mollet del Vallès (Vallès Oriental) | Carlos Diego Fahle |
| 3     | 9 de març    | Les Franqueses | Granollers (Vallès Oriental)        | Domingo Zabala     |
| 4     | 30 de març   | Costa Roja     | Sant Julià de Ramis (Gironès)       | Joaquim Esteve     |

- Grup B:

| Prova | Data         | Circuit        | Lloc                         | Guanyador  |
| ----- | ------------ | -------------- | ---------------------------- | ---------- |
| 1     | 24 de febrer | El Castro      | Torrelavega (Santander)      | Juan Otero |
| 2     | 9 de març    | Sol de Ayuelas | Miranda de Ebro (Burgos)     | Juan Otero |
| 3     | 23 de març   | Arganda        | Arganda del Rey (Madrid)     | Juan Otero |
| 4     | 30 de març   | Yunquera       | Yunquera de Henares (Madrid) | Juan Otero |

### Finals
| Final | Data       | Circuit    | Lloc                                     | Guanyador      |
| ----- | ---------- | ---------- | ---------------------------------------- | -------------- |
| 1     | 6 d'abril  | San Miguel | Pozuelo de Alarcón (Madrid)              | Domingo Zabala |
| 2     | 13 d'abril | Vallès     | Mancomunitat Sabadell-Terrassa (V. Occ.) | Joaquim Esteve |

1. ↑  Coincidint amb el GP d'Espanya de 250cc

El vencedor absolut de l'edició de 1980 fou el català Joaquim Esteve.

## VI Trofeu Montesa - 1981

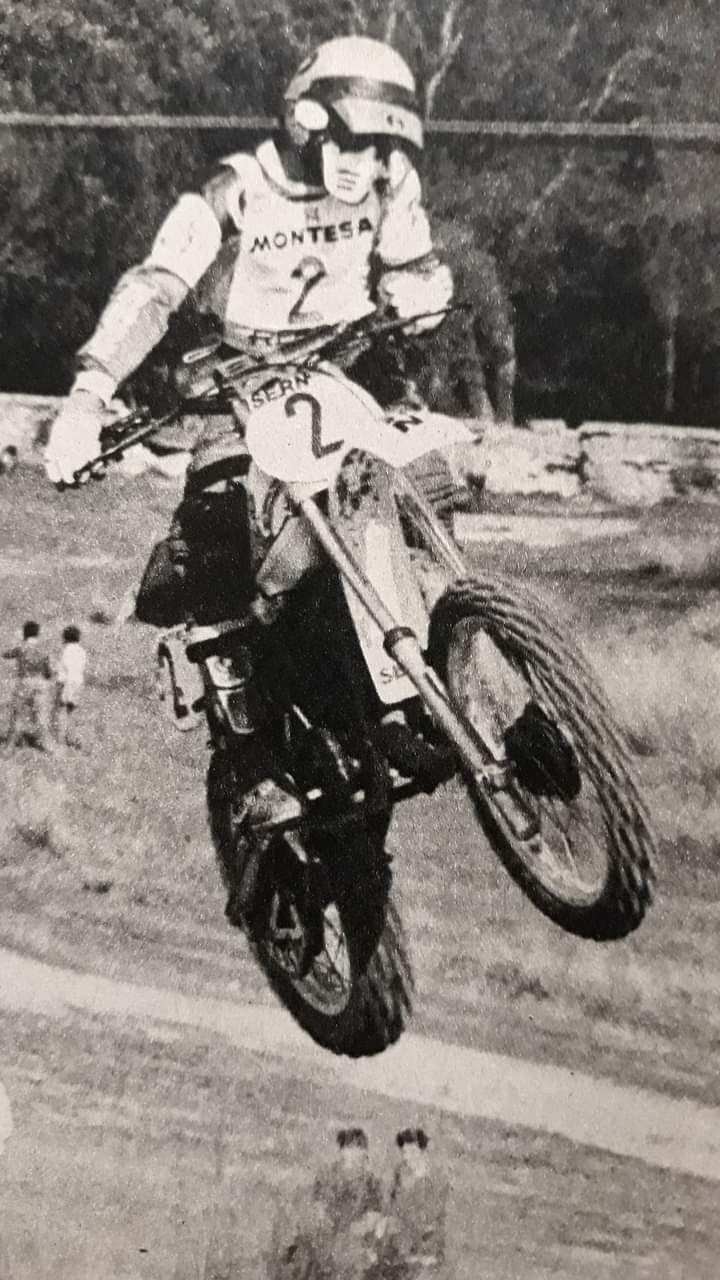
Agustí Vall a la prova final del Trofeu de 1981, a Pozuelo de Alarcón

La sisena edició del Trofeu Montesa va constar de sis proves per a cada grup (A i B) i dues proves finals
- Grup A:

| Prova | Data         | Circuit         | Lloc                                      | Guanyador     |
| ----- | ------------ | --------------- | ----------------------------------------- | ------------- |
| 1     | 22 de febrer | Sant Cugat      | Sant Cugat del Vallès (Vallès Occidental) | Agustí Vall   |
| 2     | 1 de març    | El Toll         | Moià (Moianès)                            | Agustí Vall   |
| 3     | 8 de març    | Les Franqueses  | Granollers (Vallès Oriental)              | Agustí Vall   |
| 4     | 15 de març   | Ciutat Diagonal | Esplugues de Llobregat (Baix Llobregat)   | Jordi Sallent |
| 5     | 22 de març   | Masaccío-Arca   | Almacelles (Segrià)                       | Agustí Vall   |
| 6     | 29 de març   | Costa Roja      | Sant Julià de Ramis (Gironès)             | Agustí Vall   |

- Grup B:

| Prova | Data         | Circuit        | Lloc                     | Guanyador       |
| ----- | ------------ | -------------- | ------------------------ | --------------- |
| 1     | 22 de febrer | El Castro      | Torrelavega (Santander)  | Anul·lada       |
| 2     | 1 de març    | Sol de Ayuelas | Miranda de Ebro (Burgos) | Juan C. Alcázar |
| 3     | 8 de març    | Valladolid     | Valladolid               | Juan C. Alcázar |
| 4     | 15 de març   | La Juanita     | Marbella (Màlaga)        | Luis Albert     |
| 5     | 22 de març   | Del Valle      | Arganda del Rey (Madrid) | Tomás Saldaña   |
| 6     | 29 de març   | Vigo           | Vigo (Galícia)           | Juan C. Alcázar |

1. ↑  Cursa anul·lada per excés de fang a la pista.

### Finals
| Final | Data       | Circuit    | Lloc                                     | Guanyador   |
| ----- | ---------- | ---------- | ---------------------------------------- | ----------- |
| 1     | 5 d'abril  | Vallès     | Mancomunitat Sabadell-Terrassa (V. Occ.) | Agustí Vall |
| 2     | 19 d'abril | San Miguel | Pozuelo de Alarcón (Madrid)              | Agustí Vall |

1. ↑  Coincidint amb el GP d'Espanya de 250cc
2. ↑  Coincidint amb la prova puntuable per al Campionat d'Espanya

El vencedor absolut de l'edició de 1981 fou el català Agustí Vall, conegut com El tigre de Navàs.